# Jugoslavenski komunistički zločini nakon završetka Drugog svjetskog rata
Jugoslavenski komunistički zločini nakon završetka Drugog svjetskog rata ili Partizanski zločini nakon završetka Drugog svjetskog rata označavaju niz zločina nad zarobljenim pripadnicima poraženih vojski, civilima protivnicima komunističkog režima i njihovih obitelji koje su izvršile vojne i policijske snage Nove Jugoslavije pod vrhovnim zapovjedništvom Josipa Broza Tita neposredno nakon završetka Drugog svjetskog rata, te u godinama poraća.
Jugoslavenska komunistička nomenklatura desetljećima je skrivala i relativizirala masovne zločine čije je izvođenje organizirala u "obračunu s narodnim neprijateljem". Javne rasprave i znanstvena istraživanja o tim temama bile su zabranjene sve do kraja 1980-ih godina. Kako se smatralo da su pobijeni bez iznimke "neprijatelji koje je snašla zaslužena kazna", niti jedan naredbodavac ili provoditelj vrlo brojnih djela komunističkog terora nikada nije bio kažnjen.
Nakon raspada Jugoslavije, u sklopu procesa demokratizacije pokrenuta je rasprava o pomirbi, najprije objavom kazivanja o jugokomunističkim zločinima koja su bila objavljivanja u inozemstvu u izbjegličkim krugovima. Tijekom cijelih 1990-ih godina u Hrvatskoj nije još došlo da prave društvene rasprave između društvenih grupa u Hrvatskom društvu koje su baštinile sukobljena stajališta o bliskoj prošlosti obilježenoj komunističkoj vladavini, a i kasnije je društvena rasprava uspostavljana tek vrlo postupno. Miroljubivim gestama, prije svega misama i komemoracijama, postignuta je ipak osnovna suglasnost u osudi pokolja ratnih zarobljenika i civila koje su počinile komunističke vlasti. Hrvatski institut za povijest je kasnijih godina objavio veliki broj službenih dokumenata komunističkih vlasti o represiji provođenoj 1944. – 1946. godine.
Nakon zauzimanja Srbije u jesen 1944. god. su masovna strijeljanja komunističke vlasti provodile i na području Srbije: Ministarstvo pravde Republike Srbije u službenom registru pobijenih nakon 12. rujna 1944. god. evidentira s danom 2. lipnja 2021. god. 59.554 osoba, koje su potom pokapane u grobnice na prikrivenim lokacijama; srbijanski povjesničar Srđan Cvetković objašnjava da je pretežni dio njih pobijen od strane OZNA-e. Među popisanima ima približno 70% osoba s područja Vojvodine (uključivo područje Zemuna koji je 1941.-1945. bio u sastavu NDH, gdje je 2016. god. bilo 1.112 popisanih osoba koje su nakon prestanka ratnih neprijateljstava strijeljale komunističke vlasti, mahom Nijemaca i Hrvata); najvećim dijelom etničkih Nijemaca i Mađara. Na području uže Srbije (bez Kosova i Vojvodine registrirano je bilo 2016. god. ipak 15.129 pobijenih u revolucionarnom teroru nakon okončanja oružanih sukoba  - koji su skoro svi bili Srbi koje su komunisti smatrali neprijateljima zbog njihove političke afilijacije; povjesničar Milan Radanović kritički opaža da je stanoviti dio popisanih ubijen u oružanim borbama, a za daljnji manji dio da su neprecizno (bez potrebnih osobnih podataka) i netočno upisani u taj popis; pa iznosi procjenu o manjem broju od 6 do 6 i pol tisuća strijeljanih u Užoj Srbiji - drugi da su umrli na druge načine, npr. uslijed teških uvjeta u zarobljeničkim logorima.
Između ostalog, 1944. i 1945. god. su partizani pobili znatan dio katoličkog klera: od ukupno 634 tijekom rata smrtno stradalih svećenika, bogoslova, redovnika i redovnica na području Hrvatske i BiH (od toga, 434 svećenika - broj prema poimeničnom popisivanju o stradalima i načinu njihove smrti kojega je 1990-ih pod imenom "Hrvatski martirologij" sačinio don Anto Baković; u tom broju je 15 umrlih od zaraze tifusa, nekoliko poginulih uslijed zrakoplovnih bombardiranja i stanoviti broj umrlih u godinama pa i desetljeća nakon rata, od bolesti koje se dadu pripisati posljedicama progona), znatna većina je postradala nakon što su partizani uspostavili konačnu svoju kontrolu nad pojedinim područjima na kraju rata. U Zagrebačkoj nadbiskupiji, koja je bila nešto manje pogođena od drugih, pobijeno je - nakon što je u godinama rata smrtno postradalo njih 23 - po kraju rata 45 svećenika; daljnja 3 biskupa i 152 svećenika proveli su nakon kraja rata ukupnih 712 godina u komunističkim zatvorima i logorima; bilježi se da je iz nadbiskupije daljnjih 24 svećenika pobjeglo u inozemstvu.
Među hrvatskim povjesničarima danas više nema velikih razilaženja u pitanju jesu li na kraju rata i poraću počinili nosioci komunističke vlasti masovne zločine; međutim ostaju značajne razlike po pitanju interpretacije uzroka tih događaja, gdje dio povjesničara ukazuje da se mogu promatrati kao reakcija na djela poraženih snaga tijekom II. svjetskog rata, i ukazuje na okolnost da je među pobijenima bio i "veliki broj" onih koji su doista bili ratni zločinci.

## Strategija komunističke partije
Na kraju II. svjetskog rata i ranom poraću, na zločine protiv "poraženog neprijatelja" se poticalo raznim proglasima, te govorima kako nižih, tako i najviših državnih i vojnih dužnosnika jugoslavenske države pod komunističkom vlašću, s ciljem da se uništi što veći broj neprijateljskih vojnika, tzv. "domaćih izdajnika" koji su predstavljali potencijalnu opasnost za novi režim. Na meti su bili pripadnici svih naroda na tlu Nove Jugoslavije, koji su bili pripadnici raznih poraženih vojnih snaga koje su ratovale s komunistima tijekom II. svjetskog rata. Također su predmet progona i ubijanja predstavljali pripadnici političkih stranaka koje su komunisti prepoznavali kao konkurente u borbi za vlast: i njih se progonilo pod izlikom da su bili "izdajnici i suradnici okupatora".
Zločini nad ratnim zarobljenicima i civilima na kraju rata i poraću predstavljaju primjer revolucionarnog terora, motiviranog doktrinom o klasnoj borbi, koja predstavlja neodvojivi dio komunističke ideologije.
Komunistička partija Jugoslavije je od svojeg osnivanja (1919.) bila podružnica ("sekcija") Kominterne, koja je bila jedan od međunarodnih instrumenata Sovjetskog Saveza. Osnovna ideja i politika komunista bilo je provođenje svjetske revolucije s ciljem nasilnog rušenja svih režima i vlasti i uspostavljanje komunističkog svjetskog poretka. Komunistička ideologija u verziji koju je u kontekstu uspješno provedene komunističke revolucije u Rusiji uspostavio Vladimir Iljič Lenjin nije vidjela mogućnost da se uspostava komunizma može dogoditi mirnim putem, nego samo neograničenim revolucionarnim nasiljem. Lenjin primjerice, pripremajući progon Ruske Pravoslavne Crkve 1922. godine piše da toj zadaći treba pristupiti uz "pogubljenje i strijeljanje izvjesnog broja svećenika" i u svakom slučaju "s takvom brutalnošću da se toga sjećaju desetljećima". Tim uputama dodaje Lenjin opservaciju:  "Što veći broj predstavnika reakcionarnog svećenstva i reakcionarne buržoazije bude pogubljen, to bolje za nas. Moramo smjesta dati lekciju svim ljudima te vrste da više desetljećima ne pomisle na bilo kakav otpor". Lenjin opisuje diktaturu proletarijata kao „najžešći i najnemilosrdniji rat nove klase protiv moćnijega neprijatelja, protiv buržoazije, čiji je otpor udesetorostručen njenim obaranjem"; iznosi on još: "diktatura proletarijata je nužna, i pobjeda nad buržoazijom nije moguća bez dugog, upornog, ogorčenog rata na život i smrt“.
Odmah nakon zauzimanja pojedinih područja, masovno su bez ikakvog suđenja ubijani vojnici i civili, među kojima je bilo pripadnika svih naroda iz svih bivših jugoslavenskih republika, uz najveći udio Hrvata. Samo iz zagrebačkih bolnica, odvedeno je i potom pobijeno 4791 bolesnika i ranjenika iz reda pripadnika poraženih vojski. Ubijani su pripadnici oružanih postrojbi, pripadnici državnog aparata, veliki broj intelektualaca i drugih uglednih građana čija se krivica sastojala u tome što ih je nova "narodna vlast" sagledavala kao svoje "neprijatelje".
Ubijanja "narodnih neprijatelja" (civila i zarobljenih vojnika) su obavljana tajno, te su i u kasnijim desetljećima čuvane kao vojne i državne tajne; detalji nisu bili poznati čak ni vojnom i policijskom personalu koji u pojedinoj akciji nije neposredno sudjelovao. Primjerice se u izvješću Odjeljenje zaštite naroda za okrug Baniju od 6. lipnja 1945. god. upozorava višu instancu OZNE o zločinima za koju sastavljač izvješća ne može vjerovati da bi mogao biti izvršen prema nalogu najviših vlasti - nego smatra da je strašni zločin u kojem je odjednom ubijeno dvjestotinjak ratnih zarobljenika djelo samovoljnih nižih vojnih zapovjednika: "Usmeno sam Vas upoznao o stanju u II. bat. N.[arodne] Obrane, do danas se nije skoro ništa učinilo, da se nekoji rukovodioci tamo smijene, kao napr. pomoćnik komesara zvani Firga. Moje mišljenje je da on imade podršku iz štaba brigade te Vi trebate nastojati da se već jednom sredi stanje u ovom bataljonu. Ponovno Vas upozoravam o likvidaciji, koja je izvršena unazad 5-6 dana. S istom likvidacijom rukovodio je Firga, koji je odveo jednu grupu od 194 te ih likvidirao u blizini sela Knezovljana, svega udaljenosti kilometar od sela i 40 - 50 metara daleko od puta, kod same likvidacije bili su odbornici sela tako da za likvidaciju znade cijelo selo, pošto su nekoji dobili i robe od ubijenih. Nedaleko od samoga mjesta gdje su ovi likvidirani imade jedan bunar, u kojemu se pojavila sama krv. Pošto likvidirani nisu bili dobro zakopani, dali smo u zadatak da se odmah nabaca još zemlje, pošto su već počeli smrditi, a ujedno da se sam bunar zatrpa." Nema, međutim, naznaka da bi bilo koji krivac tog ili bilo kojeg drugog od mnogih sličnih zločina bio kažnjen, čak niti okrivljen. Policijske i sudbene vlasti komunističke Jugoslavije nisu nikada provodile istrage o takvim zločinima, sustavno su prikrivale grobišta, te su pomno vodile brigu da se čak ni u popisivanju ratnih žrtava ne bi slučajno popisalo vojne i civilne žrtve na strani "neprijatelja", koje su bile osuđene na trajni zaborav.
Veliki dio vojnika poraženih vojski pokušao se povući u Austriju kako bi se ondje predao britanskim i američkim postrojbama. Pratio ih je i veliki broj civila, koji su se plašili jugoslavenskih snaga. Većina njih se doista i bila predala Britancima kod Bleiburga na slovensko-austrijskoj granici, nadajući se da će ih ovi zaštiti sukladno konvencijama koje propisuju humani tretman prema ratnim zarobljenicima i civilnim izbjeglicama. Međutim su Britanci - koji su imali vojne promatrače kod jugoslavenskih snaga, te su nesumnjivo bili informirani kako oni postupaju sa svojim zarobljenicima - većinu njih predali Jugoslavenskoj armiji; nešto manje su Saveznici bili skloni izručivati četnike, koje su smatrali vojskom odanom kralju Petru II., čija je izbjeglička vlada djelovala u Londonu. Te zarobljene vojnike i civile su jugoslavenske snage povele na dugačke marševe nazvane kasnije "Križni put",  gdje je mnogo tisuća njih pobijeno, uglavnom bez ikakvog suda; često masovnim klanjem i bacanjem u jame - primjerice u zločinu na Kočevskom rogu i zločinu u Hudoj jami.
Za razliku od čitavog preostalog razdoblja rata i poraća gdje su njegove aktivnosti i kretanje vrlo detaljno i praktično iz-dana-u-dan obrađivane, za razdoblje u kojem se događao Križni put 1945. godine knjige o NOB-u i Titu nisu davani gotovo nikakvi podatci o tome gdje se Tito nalazio. Tek se u novije vrijeme - pregledom lokalnog komunističkog tiska s područja Slovenije i Sjeverozapadne Hrvatske, te na temelju iskazivanja očevidaca iz redova komunističkih vojnih zapovjednika - ustanovljava da se u tom razdoblju Tito fizički nalazio upravo na tom području gdje su izvršeni (i zapovijeđeni) najveći zločini.
U narednim mjesecima 1945. godine uslijedila su suđenja, s presudama ispisanim na kratkim formularima, koje su uglavnom služila da se u novinama objave vijesti o pogubljenim osobama. Tu za smrtnu osudu nije bilo potrebno da se dokaže neki specifični zločin, nego tek "suradnju s okupatorom", tj. da je okrivljeni "neprijatelj naroda". Kao razlog osude na smrt se nerijetko navodi "krivice" poput "skrivao se pred Narodnooslobodilačkom vojskom", "ustaša" i sl. Veliki broj sretnijih pripadnika poraženih formacija NDH i civila osuđen je na kazne od 5 ili više godina teškog rada. Primjerice su Germogen Maksimov, mitropoliti Hrvatske pravoslavne Crkve, te Ismet Muftić, zagrebački muftija osuđeni presudom Vojnog suda Komande grada Zagreba 29. lipnja1945. godine, u kojoj je presudi taj sud izrekao kaznu za čak 58 različitih osoba, optuženih za međusobno nepovezana djela (npr. za "krivično djelo ustaštva" i "krivično djelo služenja okupatoru i njegovim pomagačima"), gdje je za svih 58 izrečenih kazni daje zajedničko obrazloženje opsega 2 i pol tiskane stranice. Ova dvojica vjerskih službenika su osuđeni naprosto zato što su pružili javnu podršku vlastima NDH, bez sudjelovanja u bilo kojem određenom zločinu. Prema Uredbi o vojnim sudovima Vrhovnog štaba NOV i POJ iz svibnja 1944. godine, vojni sudovi su bili ovlašteni suditi svim tzv. "narodnim neprijateljima"; takvoj kategoriji se pribrajalo svakoga tko je na bilo koji način "bio u dosluhu s okupatorom" ili na bilo koji način "pomagali okupatora", a mogli su prema svojoj slobodnoj ocjeni izricati za bilo koje djelo kaznu teškog prisilnog rada u trajanju "od 3 mjeseca do 2 godine pa i više" (čl. 16.-17). Primjerični popisi kaznenih djela "narodnih neprijatelja" završavaju sa "i sl.", te "i.t.d." (čl. 12.-15). Smrtnu kaznu mogli su vojni sudovi prema slobodnoj ocjeni izreći za bilo koje kazneno djelo (čl. 16.-17). Izrijekom je kvaliteta dokazivanja krivice bila propisana riječima: “Kod ustanovljenja istine o delu i krivnji optuženog sud nije formalno vezan ni za kakva dokazna sredstva, već donosi svoju odluku po slobodnoj oceni.” (čl. 27.)
Zadnjih desetljeća se vrlo postupno istražuju prikrivena grobišta gdje su bacana tijela pobijenih; u Hrvatskoj je do sredine 2015. god. bilo evidentirano ukupno 795 masovnih i pojedinačnih grobnica žrtava Drugog svjetskog rata i poslijeratnog razdoblja, od čega je u organizaciji Ministarstva hrvatskih branitelja bilo istraženo ukupno 30 lokacija, iz kojih su do tada bili ekshumirani posmrtni ostaci 468 osoba. Do 2020. god. je u organizaciji toga ministarstva eshumirano daljnjih preko 1500 žrtava iz poratnog razdoblja, na raznim grobištima po Hrvatskoj. Prije organiziranog djelovanja tog ministarstva, tijekom 1992. god. je počelo kod Bjelovara eksuhimacija jama pobijenih u poraću II. svjetskog rata, te je radi smještaja ostataka 293 ekshumirane žrtve masovnih ubojstava osnovano Spomen područje Lug. U Sloveniji je do početka 2019. godine evidentirano preko 600 takvih mjesta, od kojih je istraženo njih 162, s ostatcima 2.532 pobijenih.
U poraću je ubijeno i zbog loših uvjeta transporta i internacije pomrlo više od 50.000 pripadnika njemačke manjine na području Jugoslavije, tzv. Folksdojčera.

## Svjedočanstva
Stanoviti broj sudionika komunističkih zločina iz rata i poraća je kasnije progovorio o događajima u kojima je sudjelovao; tako npr. Simo Dubajić, zapovjednik egzekutora u Pokolju na Kočevskom Rogu u knjizi Život, grijeh i kajanje: Od Kistanja do Kočevskog roga iz 2006. godine svojedoči o tisućama zarobljenih pripadnika Hrvatskih oružanih snaga, čijim je ubijanjem on osobno zapovijedao.
Stjepan Šafranko, kao pripadnik postrojbi koja su do stratišta u Maceljskoj šumi vodili zarobljenike - među njima grupu od 21 svećenika, redovnika i bogoslova - posvjedočio je o vrlo masovnom ubijanju zarobljenika koje se tamo dogodilo.

## Zarobljenički i koncentracijski logori
Komunistička vlast je nakon završetka rata uz njemačku nacionalnu manjinu u Hrvatskoj i Vojvodini Hrvate izlagala sustavnoj represiji. Partizanska vojska u Hrvatskoj je od rujna 1944. do svibnja 1945. upravljala u Hrvatskoj s 19 koncentracijskih logora, u kojima je Titov režim držao zatočeno desetke tisuća hrvatskih civila i manji dio vojnih ratnih zarobljenika. Među poznatije zarobljeničke i koncentracijske logore spadaju:
- Logor Knićanin,
- Radni logor Valpovo,
- Sabirni logor Josipovac
- Politički logor Goli otok.

Dokumentacija o logorima je uglavnom izgubljena ili namjerno uništena. Tako se o postojanju zarobljeničkog logora za njemačke zarobljenika u Bjelovaru 1945. god. može pronaći tek dokumentacija o liječenju nekolicine zarobljenika iz njega u bjelovarskoj civilnoj bolnici, i iz sporadičnih spominjanja tog logora od strane ljudi koji su ga obilazili, koji su u njemu bili zarobljeni ili imali druga saznanja o njemu. Umrli u njemu nisu upisivani u matične knjige umrlih, a nema podataka o njima niti u evidencijama grobalja.

## Konfiskacije
Jugoslavenski su komunisti od 1941. do 1990. pod tzv. antifašističkom pokretom podrazumijevali i socijalističku revoluciju. Već pri kraju rata započeta je nacionalizacija privatne imovine. Konfiscirana je imovina osoba koje su bile povezane s institucijama NDH, osoba koje su izbjegle i pripadnika njemačke nacionalne manjine.

## Ubojstva i pogubljenja
Komunisti su neposredno likvidirali ili nakon suđenja ili prijekog suda pogubili velik broj intelektualaca, pisaca, gospodarstvenika, inženjera, tehničara, časnika, svećenika itd. Između ostalih, to su bili:
- književnici: Franjo Babić (novinar ustaškog glasila Hrvatski list iz Osijeka), Vinko Kos (urednik dječjeg lista Ustaška uzdanica), Albert Haler, Ivan Softa (nagradni činovnik odjela za kulturne veze u Ministarstvu vanjskih poslova NDH), Mustafa Busuladžić (notorni antisemit i antikomunist, suradnik ustaškog pokreta, jedan od osnivača organizacije Mladi Muslimani), Marijan Marijašević (tajnik poslanstva NDH u Slovačkoj, kasnije djelatnik Minstarstva šuma i ruda NDH), Marijan Blažić, Bonaventura Radonić, Zdenka Smrekar (Odjelna predstojnica za žensko školstvo u Ministarstvu bogoštovlja i nastave NDH, kasnije pročelnica Kulturnog odjeljenja trgovinske delegacije NDH u Švicarskoj), Kerubin Šegvić (sudjelovao je u delegaciji NDH pri potpisivanju Rimskih ugovora u svibnju 1941., autor knjige Gotsko podrijetlo Hrvata),[37] Jerko Skračić (pokretač i upravitelj Državne krugovalne postaje Sarajevo, urednik ustaškog tjednika Hrvatski krugoval), Vladimir Jurčić, Munir Šahinović (pročelnik ureda dopredsjednika vlade NDH Osmana Kulenovića);
- pjesnici: Stanko Vitković (za vrijeme NDH ravnatelj na Nastavnom odjelu MINORS-a, vršitelj dužnosti pročelnika Ustaškoga promidžbenog ureda od ožujka 1945), Branko Klarić (autor pjesme Ustaši koji je pao posvećenoj Juri Francetiću), Gabrijel Cvitan (izvjestitelj Ministarstva nastave NDH), Petar Perica, Ismet Žunić (zaposlenik upravne službe NDH);
- aktivisti: Antun Milovan, Jerolim Malinar
- katolički svećenici: blaženi Miroslav Bulešić, Krešimir Barišić, biskup Josip Marija Carević, Juraj Gospodnetić, blaženi Franjo Bonifacio, Martin Bubanj, Ivan Raguž, Mato Moguš, Petar Perica
- katoličke redovnice: Lipharda Horvat, Konstantina Mesar i Geralda Ana Jakob (djelatnice zagrebačke psihijatrijske bolnice Vrapče, bačene u jamu Jazovku), Žarka Ivasić, Gaudencija Šplajt, Blanda Stipetić, Kornelija Horvat, Josipa Nevistić, Eulalija Kulier
- pravoslavni svećenici: Germogen Maksimov (poglavar Hrvatske pravoslavne crkve, mitropolit zagrebački), Dimitrije Mrihin (svećenik HPC), Petar Lazić (dužnosnik HPC, predsjednik pravoslavne crkvene općine u Zagrebu), Serafim Kupčevski (član Odbora za ustrojstvo HPC, eparhijski namjesnik i paroh zagrebački), Aleksej Borisov (protojerej HPC).
- protestantski svećenici: Filip Popp (biskup Njemačke evangelističke crkve u NDH)
- novinari: Mijo Bzik (urednik ustaških glasila Grič i Ustaša, poglavni pobočnik upravnih poslova Glavnog ustaškog stana, povjerenik za novinstvo pri Predsjedništvu Vlade NDH), Agathe von Hausberger, Ivan Maronić (ustaški bojnik, nadstojnik Novinskog odsjeka u Predsjedništvu Vlade NDH), Vilim Peroš (urednik ustaškog lista Nova Hrvatska, novinar i suradnik ustaških glasila Hrvatska straža, Hrvatski glas, Hrvatski narod), Tias Mortigjija (urednik ustaškog dnevnika Hrvatski narod i tjednika Spremnost), Stanislav Polonijo (novinar suradnik lista Ustaše, urednik Hrvatskog domobrana), Vladimir Židovec (poslanik NDH u Bugarskoj, pročelnik Općeg odjela Ministarstva vanjskih poslova NDH).
- umjetnici: Andrija Konc, Josip Horvat Međimurec, Joco Cvijanović (operni umjetnik, protojerej HPC u Zagrebu).
- znanstvenici: Ljudevit Jurak, Gjuro Stipetić, Danijel Uvanović (urednik, novinar i suradnik brojnih ustaških glasila Hrvatski narod, Spremnost, Za dom, Naša domovina)
- športaši: Mijo Drvarić, Emil Perška (policijski službenik u NDH).

Prema "Martirologiju" kojega je sastavio katolički svećenik don Anto Baković, partizani su prije kraja II. svjetskog rata pobili 240 katoličkih svećenika koji su bili Hrvati, a nakon kraja II. svjetskog rata komunističke vlasti ubile su ih još 263. Prema nekim autorima, pravilno je za ova ubijanja koristiti naziv "aristocid".

## Zablude o komunističkoj Jugoslaviji u svjetskoj javnosti
Unutar zapadnoeuropskih suočavanja, poseban problem predstavljaju države nastale raspadom bivše komunističke Jugoslavije jer je ta država tijekom hladnog rata igrala posebnu ulogu: naime je 1948. godine se komunističko vodstvo Jugoslavije sukobilo s vodstvima preostalih komunističkih zemalja predvođenih SSSR-om. Iz tog razloga je komunistička Jugoslavija od zapadnog svijeta dobivala gospodarsku i drugu pomoć, a na Zapadu je Jugoslavija prikazivana krajnje neobjektivno, poput rajske oaze u paklu ostalog komunističkog svijeta. Taj neobjektivni refleks zadržao se u zapadnoj Europi i dvadesetak godina nakon raspada Jugoslavije. Čak će i u Crnoj knjizi komunizma ostati prešućena samo komunistička Jugoslavija, makar je komunistička vlast u Jugoslaviji zavedena nakon vrlo oštrog terora, primjerice su: jugokomunisti su na hrvatskim područjima ubili 664 svećenika, časnih sestara i sjemeništaraca. To je više nego što su bila ukupna pogubljenja svećenika u svim europskim komunističkim zemljama (ne računajući Sovjetski Savez) zajedno.
Zbog golemih ratnih i poratnih zločina te dugogodišnje represije totalitarnog režima komunističke Jugoslavije, Tita neki svrstavaju među deset najvećih ubojica 20. stoljeća.
Hrvatski povjesničar Vladimir Geiger 2010. godine piše: "Najveća i najnečasnija mistifikacija jugoslavenske politike i znanosti, osobito
historiografije i demografije, bila je mistifikacija o ljudskim gubicima Jugoslavije u Drugome svjetskom ratu i žrtvama i stradalima koje su prouzročili okupatori i njihovi suradnici, ponajprije u Hrvatskoj. Pobornici mistifikacija i zamagljivanja činjenica o ljudskim gubicima Jugoslavije, i Hrvatske, u Drugome svjetskom ratu, zabarikadirani u svojim stajalištima, tumačenjima i njima prihvatljivim brojkama, nisu posustali niti nakon raspada SFR Jugoslavije. Zbog nedostatka sustavnih istraživanja mnogi i danas navode proizvoljne procjene, uvećavajući ili pak umanjujući pojedine kategorije ljudskih gubitaka Hrvatske, i Jugoslavije, u Drugome svjetskom ratu i poraću."

## Neprocesuiranje počinitelja zločina nakon pada komunizma
Niti 30 godina nakon oslobođenja u Hrvatskoj većina grobova žrtava komunističkog terora iz 1945. godine nije otkopana niti obilježena. Svjedoci su bili zastrašivani kako ne bi otkrili pojedinosti o zločinima te su uglavnom nastavili šutjeti i nakon raspada Jugoslavije. Nekadašnji ministar zdravstva Andrija Hebrang svjedoči o snažnim otporima koji se u desetljećima nakon osamostaljenja Republike Hrvatske usporavali pokušaje da se istraže grobišta žrtava komunističkog terora.
U najnovije vrijeme se ipak počelo organizirano provoditi ekshumacije, te je primjerice u kolovozu 2019. god. upriličen pokop 294 do sada ekshumirane žrtve pokolja u Zagrebu, a 2020. god. je izvršena ekshumacija 814 žrtava - uglavnom ranjenih pripadnika postrojbi NDH koji su se 1945. god. liječili u zagrebačkim bolnicima - iz jame Jazovka na Žumberku. 2005. god. su bile pokopane 1.163 žrtve pokolja u Maceljskoj šumi, koje su bile ekshumirane još 1992. god. tijekom tada započetih i ubrzo obustavljenih iskapanja kod Macelja.
Jedinstveni slučaj suđenja za komunističke zločine bio je kazneni progon Josipa Boljkovca, šefa kotarske OZNA-e u Karlovcu 1945. i kasnijeg ministra unutarnjih poslova Republike Hrvatske nakon njenoga osamostaljenja. On je 2014. godine oslobođen optužbe za strijeljanje 21 civila s područja Duge Rese, a sud je obrazlažući presudu iznio da je Josip Boljkovac  "prvi, a vjerojatno i jedini" pripadnik partizanskog pokreta optužen za ratni zločin; da je neosporno je da je zločin počinjen i da su pripadnici OZNA-e ispitivali zarobljenike koji su uhićeni vrlo brzo nakon ulaska partizana u Dugu Resu, što je bilo unaprijed pripremljeno; da na mračnu komunističku i boljševičku pozadinu zločina ukazuje to što žrtve nisu bili vojnici NDH već viđeniji građani i gospodarstvenici. Ističući kako je "likvidacija žrtava... bila politička odluka", te da se "radi... o zločinu sustava, a ne pojedinaca ili samovolji oficira OZNA-e", sud je utvrdio da je zločin moglo narediti više osoba, te nije izvan svake sumnje utvrđeno da je naredbu za strijeljanje dao baš Josip Boljkovac.

## U suvremenim medijima
Nakon raspada SFRJ snimljeni su mnogi filmovi te napisana mnoga djela koja prikazuju nasilje provedeno tijekom komunističke vlasti u regiji.

### Dokumentarni filmovi
- "Bleiburg: Titovo konačno rješenje hrvatskog pitanja" (1990.) jedan je od prvih dokumentarnih filmova koji se bavi temom Bleiburga i poslijeratnih likvidacija.
- "Križni put – hrvatska tragedija" (HRT, 2000.) istraživački je dokumentarac temeljen na svjedočanstvima preživjelih i nalazima povjesničara.
- "U ime naroda" (2007.) film je koji tematizira montirane procese i masovna smaknuća neposredno nakon Drugog svjetskog rata.
- "Huda jama – strogo čuvana tajna" (Slovenija, 2016.) – film o jednoj od najstrašnijih masovnih grobnica otkrivenih u Sloveniji, gdje su žrtve bile, navodno, žive zazidane.

### Knjige i publicistika
- Roman Leljak je slovenski kontroverzni istraživač, senzacionalistički novinar i amaterski povjesničar-revizionist koji tvrdi da je detaljno dokumentirao lokacije masovnih grobnica i koji je objavio više knjiga o zločinima (npr. Huda jama, Štafeta smrti) koje su redom zaslužile negativne kritike suvremenih hrvatskih povjesničara.[50]
- Blanka Matković i Stipe Pilić autori su brojnih kontroverznih studija i arhivskih analiza vezanih za represiju nad Hrvatima i također pripadaju skupini povjesničara revizionista.[51]
- Josip Jurčević je revizionistički povjesničar i političar koji je napisao knjige Prikrivena stratišta i grobišta jugoslavenskih komunističkih zločina.[52]

### Igrani filmovi
- "Četverored (1999.) – igrani film redatelja Jakova Sedlara koji prikazuje Križni put kroz sudbinu zarobljenih vojnika i civila.
- "Zrno istine" i druge regionalne serije povremeno su tematizirale represiju u poslijeratnom razdoblju kroz osobne priče.

## Vanjske poveznice
- "Represija i zločini komunističkog režima u Hrvatskoj", Zbornik radova sa znanstvenog skupa, 10. svibnja 2011. (PDF sa sažetcima), "Biblioteka Zbornici", ur. Romana Horvat. Pristupljeno 4. siječnja 2025.

- "Ljudski gubici Hrvatske u Drugome svjetskom ratu i u poraću koje su prouzročili Narodnooslobodilačka vojska i Partizanski odredi Jugoslavije/Jugoslavenska armija i komunistička vlast Brojidbeni pokazatelji (procjene, izračuni, popisi) Case study: Bleiburg i folksdojčeri", Vladimir Geiger, Časopis za suvremenu povijest, Vol.42 No.3. prosinca 2010.
- Jaskanske novine: lipanj 2006.
- Hakawe:Profesor Goran Jurišić o Zločinima komunizma
- Komisija za utvrđivanje ratnih i poratnih žrtava Vijeće za utvrđivanje poratnih žrtava komunističkog sustava ubijenih u inozemstvu - Izvješće o radu od 28. travnja 1992. do 15. rujna 1999.
- "Partizanska i komunistička represija i zločini u Hrvatskoj, 1944. - 1946. DOKUMENTI, Hrvatski institut za povijest, 2005.
- "Partizanska i komunistička represija i zločini u Hrvatskoj, 1944. - 1946. DOKUMENTI 3: Zagreb i Središnja Hrvatska", Hrvatski institut za povijest, 2008.
- Svećenici žrtve progona u Hrvatskoj nakon II. svjetskog rata, Stjepan Kožul, Croatica Christiana periodica , Vol. 22 No. 41, 1998.